# 孛朮魯遠
孛朮魯遠，字朋道，孛朮魯翀的儿子。邓州顺阳（今河南省邓州市西北）人，元朝官员，女真孛术鲁氏。
孛朮魯遠因为父亲的恩荫担任秘书郎，转为襄阳县尹，在南阳，红巾军起，孛术鲁远倾财招募丁壮，得千余人，与红巾军相战，红巾大军到来，孛术鲁远被杀。他的妻子雷氏被红巾军抓住，头领想要娶她，雷氏骂道：“我是鲁参政冢妇，县令嫡妻，夫死不贰，怎肯跟从你们这些猪狗求生？”她号哭大骂不从，于是被杀。孛术鲁远举家被害。